# Marta Mantecón

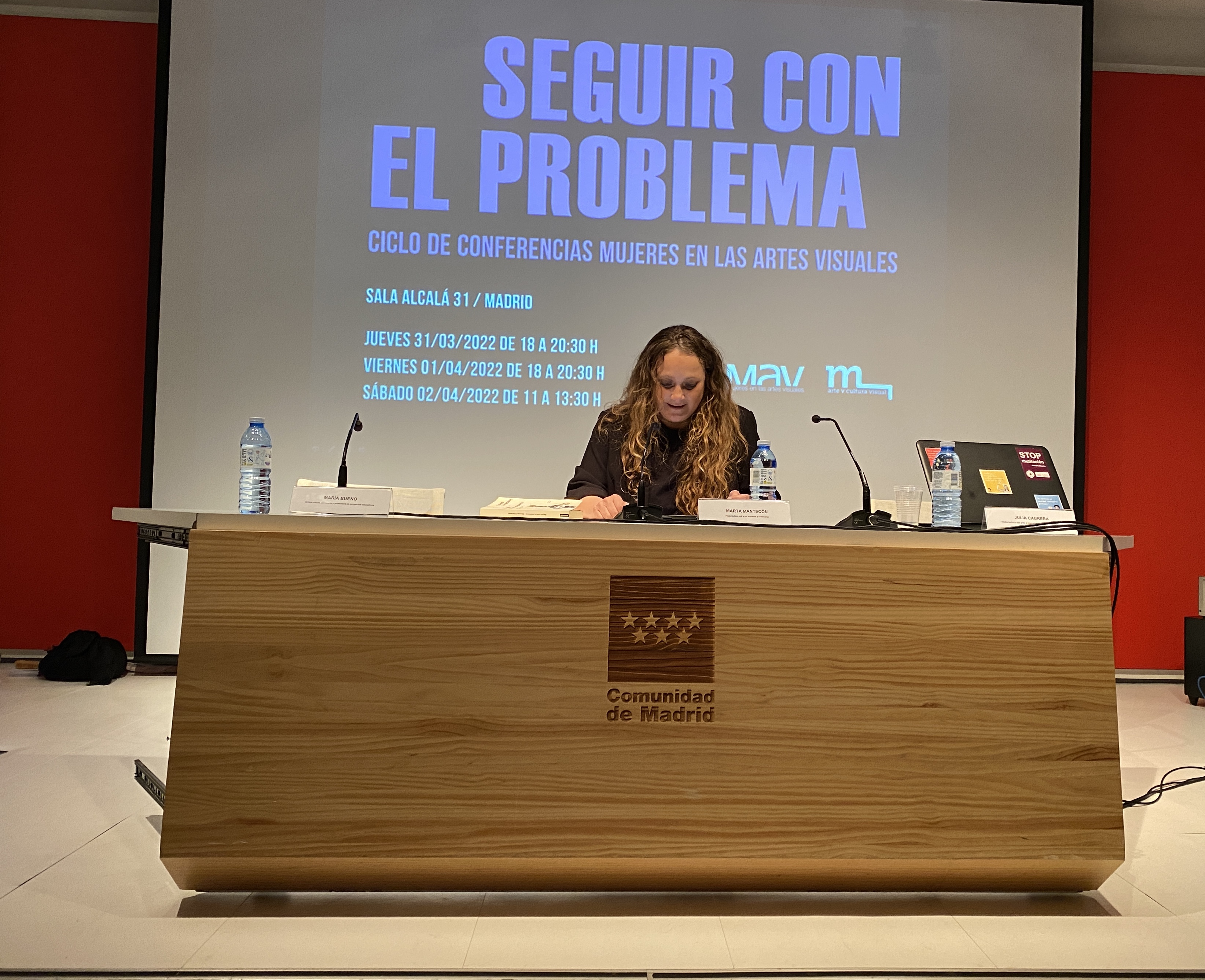
En las jornadas de M-Arte y Cultura Visual de la asociación MAV en el año 2022

Marta Mantecón Pérez (Santander, 27 de octubre de 1971) es una gestora cultural española y escritora de arte contemporáneo especializada en arte y género, feminismos e interculturalidad. Es directora del programa expositivo de la Sala Robayera de Miengo, Cantabria desde el año 2016 y miembro del cuerpo docente de los Grados de Diseño en el Centro Universitario CESINE desde 2015.

## Formación y desarrollo profesional
Es licenciada en Historia del Arte por la Universidad Complutense de Madrid en 1997 y diplomada en Turismo por la Escuela Superior de Turismo de Santander en 1993. Inicia su actividad profesional en 1999 como trabajadora del arte, realizando labores de gestión cultural, comisariado y coordinación de proyectos culturales, investigación y textos de arte contemporáneo y cultura visual desde la perspectiva de género.

Su trabajo de comisaria de exposiciones y coordinadora de proyectos culturales, le proporcionan la posibilidad de investigar diferentes campos del arte.
En 2014 declara en el periódico El Diario Montañés su afición por la lectura y cómo esta le ha abierto nuevos horizontes, «me permite dedicar bastante tiempo a la lectura de ensayos, catálogos de exposiciones y libros de artista. Hace algunos años empecé a profundizar en los estudios visuales (fundamentalmente en la teoría de la fotografía) y en las cuestiones de género aplicadas al arte contemporáneo».
"El arte de la novela" del autor checo Milan Kundera abrió a Marta Mantecón todo un universo de referencias literarias.
Entre 1999 y 2004 trabaja en el ámbito de la gestión cultural privada como responsable de comunicación, coordinando exposiciones y realizando proyectos museográficos, didácticos y de arte público. Desde 2005 desarrolla su actividad profesional de forma independiente como comisaria de exposiciones, coordinadora de proyectos culturales, investigadora en género y escritora de arte.
Ha comisariado, entre otras muchas, la exposición Photolatente en el Centro Nacional de Fotografía CNFoto de Torrelavega y la exposición de los Premios Nacionales de Fotografía "Maestros de la Luz" en 2006. Así como los ciclos de conferencias del Festival de Arte Público Desvelarte (2009- 2019).
Ha dirigido las ediciones del Festival de Fotografía y Vídeo Foconorte entre los años 2007 y 2010 y desde 2008 imparte los seminarios de Historia del Arte Contemporáneo en UNATE, Santander. Es colaboradora habitual en distintas actividades del Museo de Arte Moderno y Contemporáneo de Santander y Cantabria, como conferenciante, crítica de arte para distintas exposiciones, así como ensayista y autora de artículos, reseñas y recensiones para “Trasdós”. En la actualidad forma parte de la mesa de redacción de la revista M-Arte y Cultura Visual de la asociación Mujeres en las Artes Visuales y colabora con distintos medios de comunicación e instituciones de ámbito regional y nacional.
Mantecón es otra de las protagonistas del proyecto “Nosotras / gu Geu; Mujeres en la cultura crítica” realizado entre la Asociación Cultural La Vorágine Crítica y Louise Michel Liburuak con el objetivo de rescatar la memoria colectiva de mujeres de Santander y de Bilbao que hayan trabajado en los últimos 100 años en la cultura crítica. En 2013 también participa en las "Reflexiones sobre la violencia contra la mujer".
Especializada en el arte hecho por mujeres, Mantecón imparte, entre otras, la conferencia sobre Yoko Ono en el Ciclo de artistas del siglo XX y XXI, en el Museo de Arte Moderno y Contemporáneo de Santander y Cantabria en 2014. Y en el año 2017 Marta Mantecón impartió la conferencia sobre "Mujeres en las transvanguardias rusas" en el Centro Cultural Europeo de Santander.

En su extenso y analítico texto en la Revista Atlántica manifiestaː 
El entorno académico en el que me formé, salvo excepciones, estaba bastante concentrado en apuntalar el canon, de modo que casi todo mi aprendizaje se orientó hacia las bondades del hombre blanco, occidental, supuestamente heterosexual, de clase media alta, capacitado, individualista y productor incesante de obras maestras, únicas y originales, que encajaban como un guante dentro de una historia evolutiva de los estilos y de los parámetros de las llamadas artes mayores (las menores quedaban para los otros). Desaprender todo eso me ha llevado unos cuantos años. Todavía sigo en ello. El arte problematiza con aquello que el poder ignora, así que simplemente intento buscar nuevas ópticas y perspectivas.